# Нижній Коропець
Нижній Коропе́ць — село в Україні, у Мукачівській міській громаді Мукачівського району Закарпатської області

## Географія
Селом протікає річка Керепець, ліва притока Латориці.

## Історія
На східній околиці села, над глиняним кар'єром — поселення епохи неоліту. Тут же — курганна група куштановицької культури.
Перша згадка у 1282 році як Kerepech.
Пізніше: 1365-Kerepech, 1530-Kiripetz (Conscr. Port.), 1543 і 1550-Kerepetz, 1808- Kerepecz (Alsó-), Koropec (Lipszky: Rep. 300), 1851-Puszta-Kerepecz (Fényes Elek 2: 203), 1877-Kerepec (Hnt.), 1881-Puszta-Kerepecz, Magyar-Kerepecz (Lehoczky 3:666), 1898-, 1907-та 1913-Kerepecz (Hnt.), 1925-Niţni Koropec, Pusta Kerepec, Alsókerepec, Pusztakerepecz (ComBer.118), 1944-ben Alsókerepec (Hnt.), 1983-Нижній Коропець (ZO).
Поселення було знищено в середні віки і довгий час це була пустка. Про це свідчить назва «Pusztakerepec», що використовувалася на зламі XX століття. У 1688 році село перебувало в переліку спустошених «внаслідок воєнних дій». Заселене на початку XVIII століття німецькими колоністами. До 1913 року це вже була населена територія, а в 1920-х роках чеська влада поселила русинських жителів разом з угорцями.

## Релігія
храм Різдва Пресвятої Богородиці (1928, 1946).
Наприкінці 1920-х років частина селян Барбова перейшла в православну віру. Василь Іванович Чопей безоплатно дозволив збудувати дерев'яну церкву Святого Духа у своєму саду, а його син Юрій Чопей (1915 р. н.) згадує, що церква була каркасної конструкції з одним верхом, стіни оббили дошками, а дахи — бляхою.
Автором проєкту цієї церкви був В. Коломацький, а збудували її майстер Деркач родом з Латірки та Василь Калій. Куратором був Михайло Гар добей. Першим священиком став о. Опаленик, наступним — Іван Долинич.
З приходом радянської влади мурована греко-католицька церква перейшла до православних, а дерев'яну продали в Нижній Коропець для греко-католицької громади та місцевих римо-католиків у 1946 році. На новому місці, де вже стояла дерев'яна каркасна дзвіниця, церкву відбудували майстри Еміл Секереш, Йосип Бундаш та Йосип Шух за куратора Юрія Діянича. Частину дерева довелося замінити, а проміжки дерев'яного каркаса замурували цеглою і вкрили стіни штукатуркою. Церква зберегла стару форму, але маленькі главки над дахами хрещатої нави не були відновлені. До церкви перенесли мармуровий хрест, поставлений римо-католиками у 1924 році, якому після приходу радянської влади загрожувало знищення. Через кілька років церква стала православною. Православну дзвіницю, що стояла ще з 1920-х років у дворі Івана та Олени Гураничів, розібрали, а дзвін, відлитий для православної громади фірмою «Акорд» на кошти Івана Мисли, перенесли до дзвіниці біля церкви.
У 1994 році на місці дерев'яної дзвіниці збудовано муровану, у якій розміщено 4 дзвони. Інтер'єр церкви розмальовано, одноярусний іконостас з іконами доброго малювання перенесли, як розповідають, з села Домбоки.
Мешканці Нижнього Коропця не мали своєї святині, а ходили на Меси до Мукачева (у селі стояла лише проста дерев'яна дзвіниця на один дзвін). У 1946 році місцеві католики обох обрядів придбали дерев'яну церкву у селі Барбові та поставили її біля дзвіниці у якості спільного храму, проте через кілька років радянська влада передала його православним. Продовжуючи давню традицію, римо- та греко-католики у 1995—1998 роки спільно спорудили у селі монументальну базилічну святиню, яку 10 жовтня 1998 року консекрували єпископ Антал Майнек та греко-католицький владика Іван Семедій. Храм оздобили митці Йосиф Бартош та Петро Матл, а основні пожертви на спорудження святині надійшли із США, зокрема, чимало суму виділив архієпископ Вашингтонський кардинал Теодор Маккерік.

## Населення
Згідно з переписом УРСР 1989 року чисельність наявного населення села становила 948 осіб, з яких 440 чоловіків та 508 жінок.
За переписом населення України 2001 року в селі мешкали 922 особи.

### Мова
Розподіл населення за рідною мовою за даними перепису 2001 року:
| Мова       | Відсоток |
| ---------- | -------- |
| українська | 90,08 %  |
| угорська   | 7,66 %   |
| російська  | 1,62 %   |
| німецька   | 0,54 %   |
| білоруська | 0,11 %   |

## Туристичні місця
- храм Різдва Пресвятої Богородиці (1928, 1946).
- місце катастрофи. 6 січня 1974 року на околиці села Нижній Коропець сталася авіатроща пасажирського літака АН-24Б. Тоді пасажирський літак АН-24Б вилетів з аеропорту «Жуляни» у Києві, виконуючи рейс «Київ-Івано-Франківськ-Ужгород». Всі 24 людини на борту АН-24Б загинули. Нині невідомо, хто були ці пасажири. Нині на полі біля нижньокоропецького кладовища — бур'яни і болото. Ніщо не нагадує про те, що колись тут жахливою смертю загинули 24 людини.
- На східній околиці села, над глиняним кар'єром — поселення епохи неоліту. 

## Відомі люди
- Гей Віктор Вікторович (нар. 1996) — український та угорський футболіст.
- Петрігалла Петро Іванович (1886—19??) — доктор, міський староста Мукачевого (1924, 1926–1931), до цього зубний лікар села Коропець.